# Pomnik Augustyna Szamarzewskiego w Poznaniu
Pomnik księdza Augustyna Szamarzewskiego (1832-1891) – upamiętniający jednego z głównych organizatorów pracy organicznej w Wielkopolsce, zlokalizowany w Poznaniu przy ul. Szamarzewskiego 3, na terenie kościoła Podwyższenia Krzyża Świętego.

## Charakterystyka
Pomnik w formie popiersia na cokole został zaprojektowany przez artystę plastyka Władysława Saletisa, na podstawie wcześniejszej plakiety, której autorem był Władysław Marcinkowski.
Odsłonięcie obiektu nastąpiło 3 czerwca 2001, a inicjatorem postawienia pomnika była Rada Osiedla Poznań-Jeżyce.

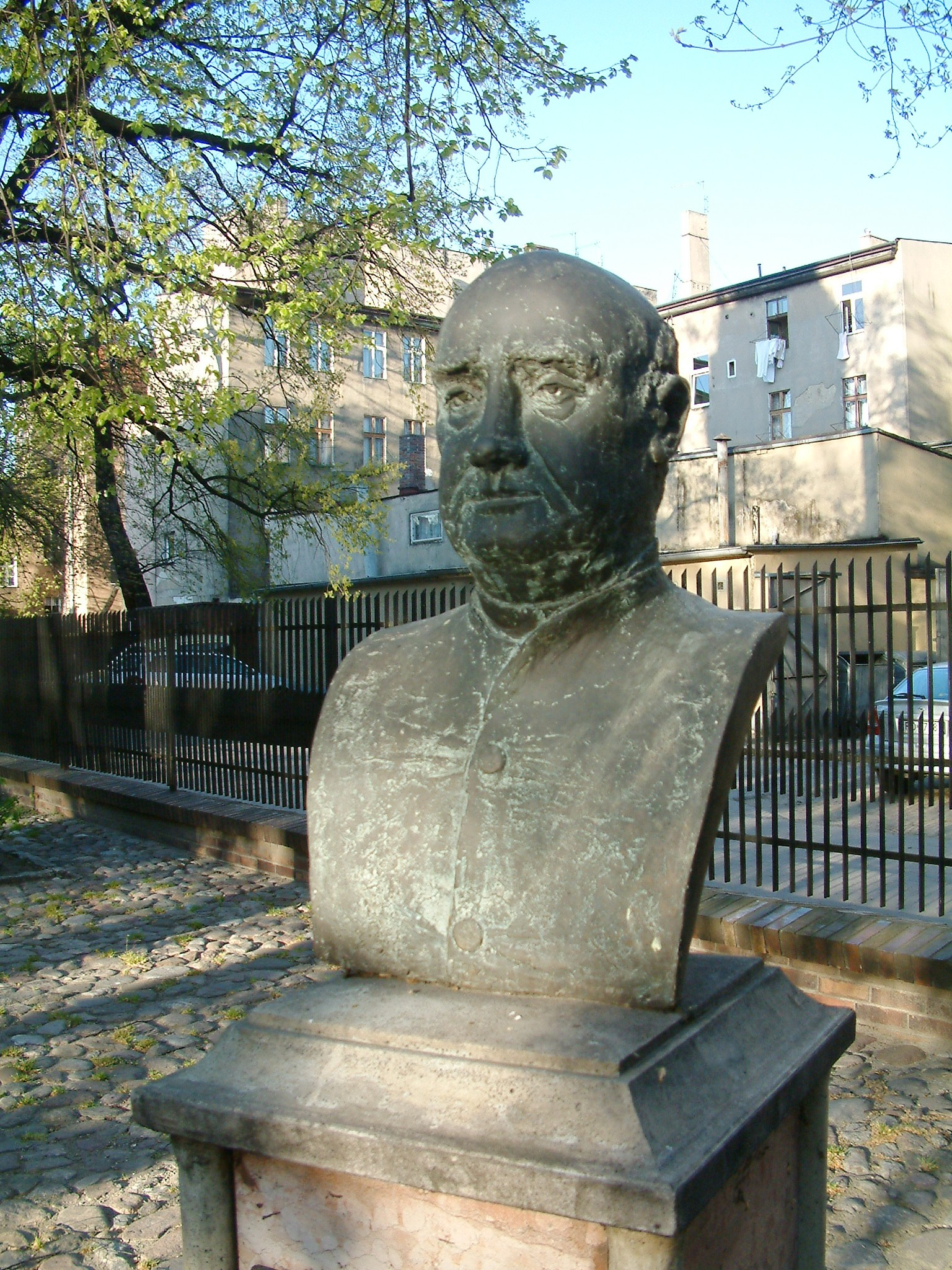
Popiersie
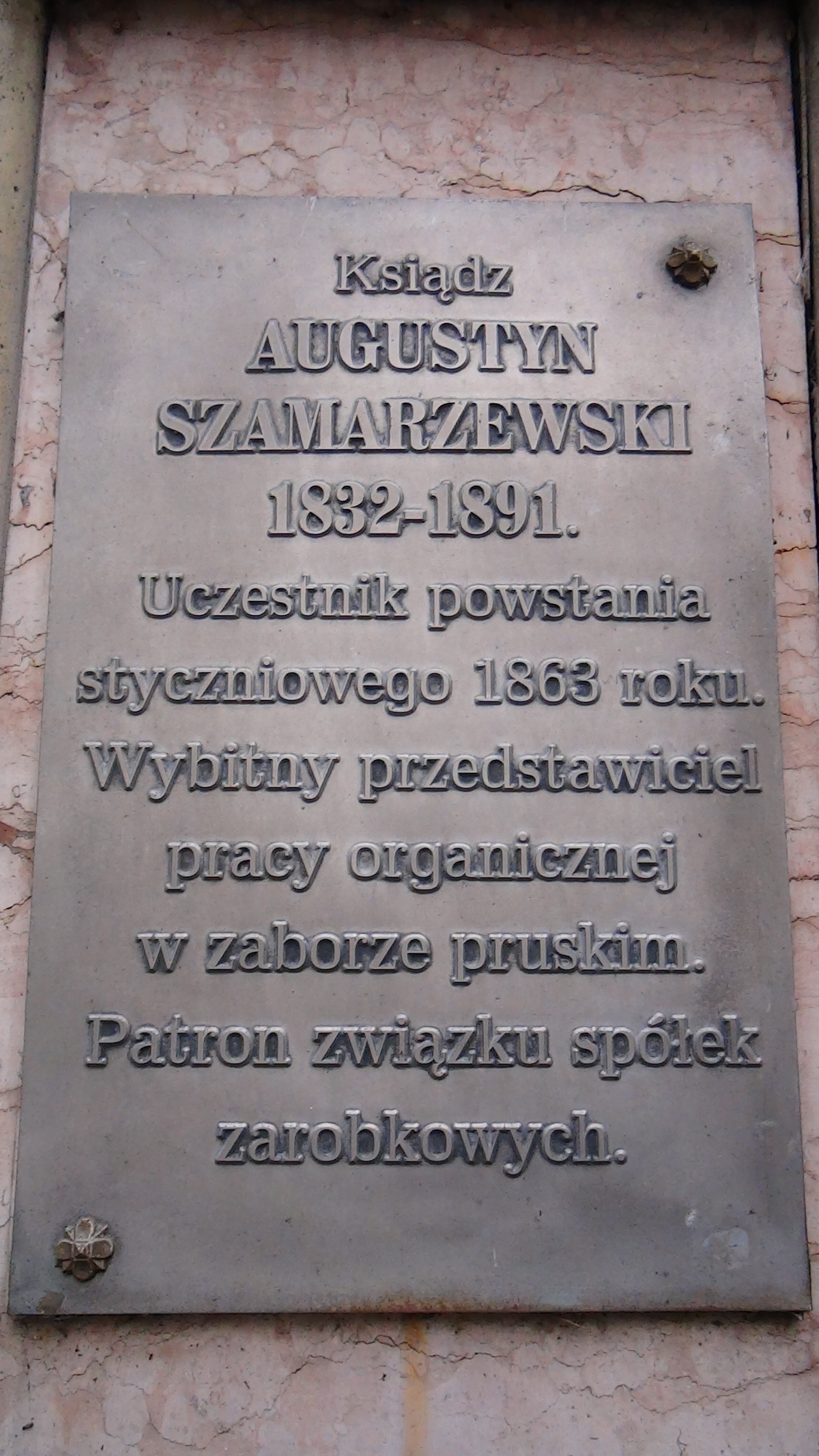
Tablica pamiątkowa